# Cueva del Viento

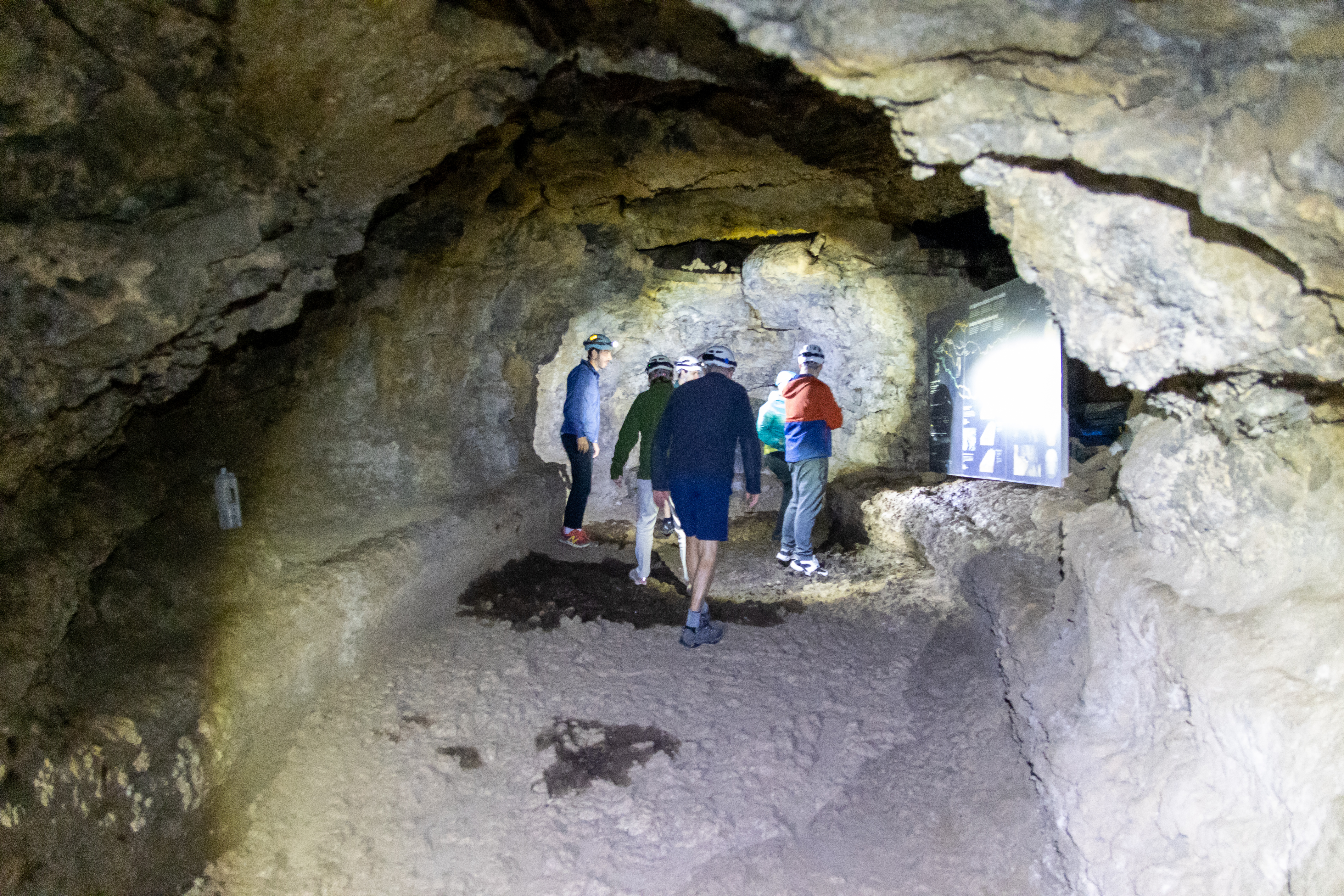
Cueva del Viento

A Cueva del Viento é uma tubo vulcânico localizado na cidade de Icod de los Vinos da ilha de Tenerife (Canárias, Espanha).
É o maior tubo vulcânico na União Europeia e um dos maiores do mundo, na verdade, o quinto, depois de uma série de tubos vulcânicos no Hawaii (Estados Unidos), embora durante muito tempo foi considerado ainda a maior do mundo. Ele também é considerado tubo vulcânico mais complexa do mundo, devido à sua morfologia dos vários níveis e passagens.
Este tubo de lava foi formada por lavagens do Pico Viejo, que está localizado perto do vulcão de Teide.
Possui uma área de mais de 17 quilómetros de comprimento, onde encontramos três níveis diferentes de passagens, toda cheia de fenômenos geomorfologia preciosos, por exemplo, poços e terraços lava.
Esta caverna também é um lugar rico em fósseis de animais extintos da pré-história das Canárias. Eles foram encontrados restos de Gallotia goliath e Canariomys bravoi, um lagarto e rato gigante agora extinto, entre outras espécies. Em vários tubo de entradas lava eles também descobriram vestígios arqueológicos dos guanches, antigos habitantes de Tenerife.
Atualmente, a Cueva del Viento é uma atração turística na ilha.